# إبراهام هيرش
إبراهام هيرش (بالفرنسية: Abraham Hirsch)‏ هو مهندس معماري فرنسي، ولد في 19 أكتوبر 1828 في ليون في فرنسا، وتوفي في 11 ديسمبر 1913.